# Гогни
Гогни (груз. გოგნი) — село в Грузии, на территории Тержольского муниципалитета края (мхаре) Имеретия.

## География
Село находится в западной части Грузии, к юго-востоку от Ткибульского водохранилища, на расстоянии приблизительно 8 километров (по прямой) к северу от города Тержола, административного центра муниципалитета. Абсолютная высота — 621 метр над уровнем моря.

## Население
По результатам официальной переписи населения 2014 года, в Гогни проживало 448 человек (228 мужчин и 220 женщин). В национальной структуре населения грузины составляли 99,8 %, русские — 0,2 %.
| Год  | Население, человек |
| ---- | ------------------ |
| 2002 | 527                |
| 2014 | ↘ 448              |